# Aleucanitis baigakumensis
Aleucanitis baigakumensis är en fjärilsart som beskrevs av Volker John 1921. Aleucanitis baigakumensis ingår i släktet Aleucanitis och familjen nattflyn. Inga underarter finns listade i Catalogue of Life.